# Liste der Kulturdenkmale in Schönau (Frohburg)
In der Liste der Kulturdenkmale in Schönau sind die Kulturdenkmale des Frohburger Ortsteils Schönau verzeichnet, die bis Juni 2024 vom Landesamt für Denkmalpflege Sachsen erfasst wurden (ohne archäologische Kulturdenkmale). Die Anmerkungen sind zu beachten.
Diese Aufzählung ist eine Teilmenge der Liste der Kulturdenkmale in Frohburg.

## Schönau
| Bild                                    | Bezeichnung                                               | Lage                                 | Datierung | Beschreibung | ID       |
| --------------------------------------- | --------------------------------------------------------- | ------------------------------------ | --- | --- | -------- |
| Weitere Bilder                          | Kirche mit Ausstattung und Kirchhof mit Einfriedungsmauer | Obere Schönauer (Karte)              | 13. Jahrhundert (Kirche); bezeichnet mit 1519 (Altar); Anfang 16. Jahrhundert (Kanzel); 1715 (Orgel); Ende 18. Jahrhundert (Holzrelief) | Die Saalkirche mit markantem Dachreiter ist baugeschichtlich, ortsgeschichtlich und ortsbildprägend von Bedeutung. Die Kirche ist ein Saalbau mit niedrigerem Chor und Apsis, der Turm mit spitzer Haube, westlicher Anbau, halbrund, Anfang 20. Jahrhundert. | 09257489 |
| Direkt Bild zu diesem Denkmal hochladen | Wohnhaus (ehemalige Schmiede)                             | Obere Schönauer 26 (Karte)           | Ende 18. Jahrhundert | Das Gebäude mit Fachwerk-Obergeschoss ist bau- und ortsgeschichtlich von Bedeutung. Das Untergeschoss vermutlich mit Stampflehm, ein weit überstehendes Dach, Giebelseite verputzt, Breitfenster im Erdgeschoss. | 09256659 |
| Direkt Bild zu diesem Denkmal hochladen | Wohnhaus (Umgebinde) und Seitengebäude eines Bauernhofes  | Schönauer Hauptstraße 15 (Karte)     | 18. Jahrhundert | Fachwerkbauten, das Wohnhaus ist ein ortsbildprägendes Umgebindehaus mit Seltenheitswert, bau-, sozial- und wirtschaftsgeschichtlich von Bedeutung. Ein stattliches Umgebindehaus mit Fachwerk-Obergeschoss, Krüppelwalmdach und zwei Reihen Hechtgauben, Giebel mit Zierfachwerk, Außenseite durch Anbau stark verändert. Der Eingang mit zwei Türen und Fenster des Erdgeschosses mit Porphyrtuffgewänden, Eingang mit gerader Bedachung und Inschrift I.G.F.E. 1844. | 09257496 |
| Direkt Bild zu diesem Denkmal hochladen | Ehemalige Schule mit Nebengebäude                         | Schönauer Hauptstraße 24 (Karte)     | Um 1890 | Ein Gründerzeitgebäude als prägender Bestandteil des alten Ortskerns um Kirche und Pfarrhaus ortsgeschichtlich von Bedeutung. Das Gebäude hat zwei Geschosse und ist ein Putzbau auf Natursteinsockel, mit Gurtgesims, Eckquaderung, Fensterbedachungen, dazu ein eingeschossiges Nebengebäude (heute Spritzenhaus) mit erhöhtem Mitteltrakt, stilistische Einheit mit Hauptgebäude. | 09258881 |
| Direkt Bild zu diesem Denkmal hochladen | Pfarrhaus mit Einfriedungsmauer                           | Schönauer Linde 4 (Karte)            | Um 1925 | Ein Gebäude im Heimatstil, bau- und ortsgeschichtlich von Bedeutung. Das Gebäude ist ein freistehendes Wohnhaus, das Obergeschoss verbrettert, ein schöner Porphyrtuffeingang mit zeittypischem Dekor. | 09257788 |
| Weitere Bilder                          | Breunsdorfer Bockwindmühle                                | Schönauer Windmühlenstraße 6 (Karte) | Um 1850 | Die Mühle wurde von Breunsdorf umgesetzt, 1993 restauriert, steht jetzt auf einem Hügel am südwestlichen Dorfende und ist technikgeschichtlich von Bedeutung. Bockwindmühle, Bock, holzverkleideter Mühlenkasten, Jalousieflügel, Sterz, erstmals 1862 für Breunsdorf gebaut, bis 1942 in Betrieb, Januar 1986 vom Bock gefallen und 1987 nach Schönau transportiert, 1995 originalgetreuer Wiederaufbau in Schönau, Technik nicht eingebaut, Kreuzschwellen, Sterz, Ruten und Flügelwelle erneuert, Mehlbalken geteilt, obere Hälfte erneuert, Bock und Hausbaum Altsubstanz, Kammrad restauriert. | 09257314 |
| Direkt Bild zu diesem Denkmal hochladen | Wohnhaus eines Bauernhofes                                | Untere Schönauer 8 (Karte)           | Anfang 19. Jahrhundert | Der Fachwerkbau ist baugeschichtlich von Bedeutung, mit Fachwerk-Obergeschoss und Fachwerkgiebel. | 09258127 |

## Tabellenlegende
- Bild: Bild des Kulturdenkmals, ggf. zusätzlich mit einem Link zu weiteren Fotos des Kulturdenkmals im Medienarchiv Wikimedia Commons. Wenn man auf das Kamerasymbol klickt, können Fotos zu Kulturdenkmalen aus dieser Liste hochgeladen werden:
- Bezeichnung: Denkmalgeschützte Objekte und ggf. Bauwerksname des Kulturdenkmals
- Lage: Straßenname und Hausnummer oder Flurstücknummer des Kulturdenkmals. Die Grundsortierung der Liste erfolgt nach dieser Adresse. Der Link (Karte) führt zu verschiedenen Kartendiensten mit der Position des Kulturdenkmals. Fehlt dieser Link, wurden die Koordinaten noch nicht eingetragen. Sind diese bekannt, können sie über ein Tool mit einer Kartenansicht einfach nachgetragen werden. In dieser Kartenansicht sind Kulturdenkmale ohne Koordinaten mit einem roten bzw. orangen Marker dargestellt und können durch Verschieben auf die richtige Position in der Karte mit Koordinaten versehen werden. Kulturdenkmale ohne Bild sind an einem blauen bzw. roten Marker erkennbar.
- Datierung: Baubeginn, Fertigstellung, Datum der Erstnennung oder grobe zeitliche Einordnung entsprechend des Eintrags in der sächsischen Denkmaldatenbank
- Beschreibung: Kurzcharakteristik des Kulturdenkmals entsprechend des Eintrags in der sächsischen Denkmaldatenbank, ggf. ergänzt durch die dort nur selten veröffentlichten Erfassungstexte oder zusätzliche Informationen
- ID: Vom Landesamt für Denkmalpflege Sachsen vergebene, das Kulturdenkmal eindeutig identifizierende Objekt-Nummer. Der Link führt zum PDF-Denkmaldokument des Landesamtes für Denkmalpflege Sachsen. Bei ehemaligen Kulturdenkmalen können die Objektnummern unbekannt sein und deshalb fehlen bzw. die Links von aus der Datenbank entfernten Objektnummern ins Leere führen. Ein ggf. vorhandenes Icon  führt zu den Angaben des Kulturdenkmals bei Wikidata.